# Il treno dei bambini (film)
Il treno dei bambini è un film drammatico del 2024 diretto da Cristina Comencini.
La pellicola è l'adattamento cinematografico dell'omonimo romanzo di Viola Ardone e racconta la storia vera del progetto dei "treni della felicità".

## Trama
Torino, 18 marzo 1994. L'affermato violinista Amerigo Speranza, prima di esibirsi, viene informato via telefono della morte della madre. 
Napoli, autunno 1946. Amerigo Speranza, di otto anni, dopo il terrore vissuto durante la Seconda guerra mondiale, vive da solo con la madre Antonietta, mentre il padre si è allontanato da tempo (apparentemente per cercare fortuna negli Stati Uniti). I due, come molti altri concittadini, sono estremamente poveri a causa della guerra e vivono alla giornata. Per dare al figlio una vita migliore, Antonietta aderisce all'iniziativa comunista dei treni della felicità, volta a mandare i bambini del Sud ospiti in famiglie del Nord Italia per un paio d'anni, nelle province emiliane, così da sfuggire alle malattie, al freddo e alla fame. Tale iniziativa non viene accolta bene da tutto il rione, a causa dei pregiudizi nutriti contro i comunisti. 
Amerigo viene mandato a Modena, dove viene ospitato dall'ex partigiana Derna e dalla sua famiglia. Derna non è predisposta a occuparsi di bambini, ma finisce per affezionarsi ad Amerigo. Il bambino, dopo alcune difficoltà iniziali, riesce a integrarsi nella famiglia e impara a suonare il violino, ricevendone anche in regalo uno personalizzato.  
Al termine del tempo prestabilito, Amerigo torna a Napoli portandosi con sé il violino; Antonietta lo riaccoglie piuttosto freddamente, gli sequestra il violino e lo manda a lavorare. Passati tre mesi, Amerigo non ha ancora ricevuto lettere da Derna e dalla sua famiglia, pertanto ritiene che si siano dimenticati di lui. Continua a desiderare di riprendere a suonare il violino ma, quando prova a cercarlo in casa, non lo trova più. Scopre allora che la madre gli ha nascosto tutte le lettere e le provviste che Derna gli ha mandato nelle settimane precedenti. Quando la affronta sull'argomento, lei rivela anche di aver impegnato il violino al Monte dei pegni e gli impone di dimenticarsi il tempo trascorso al Nord. Furioso, Amerigo scappa di casa, riesce a salire su un treno e a tornare al Nord, dove si ricongiunge con Derna, con cui rimane a vivere. 
Nel presente, Amerigo torna nella casa di sua madre a Napoli e trova il suo vecchio violino, che Antonietta aveva recuperato. In una lettera, la donna rivela al figlio di aver concesso a Derna di tenere Amerigo in quanto consapevole che avrebbe potuto darle una vita migliore rispetto a quanto lei avrebbe mai potuto fare; soprattutto perché, secondo Antonietta, chi lascia andare le persone a cui tiene le ama più di chi le trattiene.

## Produzione
Nel 2023 è stato annunciato che la regista Cristina Comencini avrebbe diretto un film liberamente tratto dal romanzo della Ardone, prodotto da Palomar per Netflix Italia, la quale in settembre ha ufficializzato il progetto.

### Riprese
Le riprese si sono svolte a Napoli, Torino, Salerno, Poviglio, Roccabianca, Guastalla, Pistoia, Nocera Inferiore, Torre Annunziata e Montalcino tra il settembre e il dicembre 2023.

## Promozione
Il primo teaser trailer del film è stato pubblicato l'11 febbraio 2024, e presentato in anteprima assoluta durante il 74º Festival di Sanremo.

## Distribuzione
Dopo essere stato presentato in anteprima mondiale alla Festa del Cinema di Roma il 20 ottobre 2024, il film è uscito su Netflix il 4 dicembre seguente. 

## Riconoscimenti
- 2025 – David di Donatello
  - Candidatura al miglior compositore a Nicola Piovani

- 2024[14][15] - Ciak d'oro
  - Migliore film drammatico
  - Migliore attore protagonista a Francesco Di Leva
  - Candidatura migliore regista